# Campoletis taeniolata
Campoletis taeniolata är en stekelart som först beskrevs av Henry Lorenz Viereck 1903.  Campoletis taeniolata ingår i släktet Campoletis och familjen brokparasitsteklar. Inga underarter finns listade.